# Ernst Pfretzschner
Ernst Pfretzschner (* 26. Februar 1882 in Jenbach, Tirol; † 9. Januar 1943 in Innsbruck) war ein österreichischer Architekt und Ingenieur, der in Tirol und Argentinien wirkte.

## Leben
Pfretzschner war der Sohn des österreichischen Bildhauers und Jagd-Schriftstellers Norbert Pfretzschner und wuchs auf dem Gut seines Großvaters, Norbert Pfretzschner senior, in Jenbach/Tirol auf. Für seine Ausbildung zum Architekten und Ingenieur besuchte er die Technischen Hochschulen in München und Wien. An der Universität Erlangen promovierte er zum Dr. phil. mit der Arbeit Die Grundrissentwicklung der Römischen Thermen. Nach österreichischem Kriegsdienst im Ersten Weltkrieg wanderte er mit seiner Frau und den Söhnen Paul und Norbert nach Argentinien aus. Dort wurde die Tochter Beatrize geboren. Die Familie kehrte später wieder nach Tirol in den Familienwohnsitz im Innsbrucker Stadtteil Hötting zurück, wo er 1943 starb.

## Werke
In Tirol-Südtirol:
- Gemeindehaus und Postamt in Tscherms b. Meran (1912)
- Weinkeller Schöpf in Untermais
- Ansitz Platsch in Milland b. Brixen (1914)
- Fenner-Denkmal in der Mühlbacher Klause
- Kapelle im Soldatenfriedhof in Vahrn b. Brixen (1916)

In Argentinien:
- Kapuzinerkirche in Buenos Aires (1925/26)
- Evangelisch-Lutherische Kirche in Tandil (Provinz Buenos Aires)
- Katholische Pfarrkirche in Temperley (1927)
- Garnisonskirche in Puerto Belzano (1928)
- zahlreiche Viadukte

## Publikationen
- Die Grundrißentwicklung der römischen Thermen, nebst einem Verzeichnis der erhaltenen altrömischen Bäder. In: Zur Kunstgeschichte des Auslandes. 65, J. H. Ed. Heitz (Heitz & Mündel), Straßburg 1908.